# نزهة الألباب
نزهة الألباب هو كتاب يتناول مجموعة من القصص والحكايات والقصائد من العصور الوسطى العربية، بما في ذلك بعض القصائد حول مواضيع المثلية الجنسية والسحاقية.  جمع تلك القصص أحمد التيفاشي (المولود في تيفاش بالجزائر عام 1184م والمتوفى في عام1253م). درس التيفاشي في تونس ومصر ودمشق. وشملت اهتماماته القانون والعلوم الطبيعية وعلم التنجيم والشعر والعلوم الاجتماعية.
نشر رينيه خوام ترجمة فرنسية بعنوان نزهة الألباب لأحمد التيفاشي (بالفرنسية :Les Délices des cœurs par Ahmad al-Tifachi) في عامي 1971 و1981م، وترجمتها الإنجليزية إدوارد أ.لاسي بعنوان فرحة القلوب، ونشرته أيضًا دار صن شاين للنشر عام 1988م تحت عنوان ما لن تجده في أي كتاب . فازت النسخة الإنجليزية بجائزة لامدا الأدبية في حفل توزيع جوائز لامدا الأدبية الأولى في عام 1989م.